# بطولة كرة القدم الألمانية 1940
بطولة كرة القدم الألمانية 1940 (بالألمانية: Deutsche Fußballmeisterschaft 1939/40)‏ هو الموسم 33 من بطولة كرة القدم الألمانية ‏. أقيم خلال الفترة 12 مايو 1940 وحتى 21 يونيو 1940، وأشرف على تنظيمه اتحاد ألمانيا لكرة القدم، وكان عدد الأندية المشاركة فيه 18، وفاز فيه شالكه 04.